# 班·威森
班·威森（英語：Ben Wilson；1992年8月9日—）是一位英格蘭足球運動員。在場上的位置是守門員。現效力於英冠球隊考文垂，曾效力於卡迪夫城。

## 外部連結
- 足球数据库：班·威森的球员统计数据